# Déportation de 1943 depuis le canton de Ligny-en-Barrois
La déportation de 1943 depuis le canton de Ligny-en-Barrois désigne la déportation d'un groupe de jeunes Français du canton de Ligny-en-Barrois à la suite de l'expression d'une résistance non violente à l'occupation allemande à Ligny-en-Barrois, dans le département de la Meuse, en France. 

## Histoire
Le 1er mars 1943, convoqués pour partir en Allemagne pour effectuer le Service du travail obligatoire (STO), une centaine de jeunes hommes de la ville de Ligny-en-Barrois passent une visite médicale. Ils défilent ensuite dans les rues en chantant des hymnes patriotiques (La Marseillaise et la Marche lorraine). Ils vont jusqu'au monument aux morts où ils déposent des fleurs et font une minute de silence pour rendre hommage aux soldats disparus durant la Première Guerre mondiale. La semaine suivante, le 8 mars 1943, la Gestapo arrête ces jeunes gens et les conduit à la prison allemande de Bar-le-Duc. Après avoir été interrogés par la Gestapo de Nancy, vingt-huit d'entre eux sont déportés en deux groupes : 25 hommes au Camp de concentration de Mauthausen le 20 avril 1943 et une semaine après 3 hommes au Camp de concentration d'Oranienbourg-Sachsenhausen ; 12 d'entre eux y sont morts ; les autres ont été mis au travail obligatoire en Allemagne. Trois d'entre eux y seront tués. 
Au total, soixante-six personnes du canton de Ligny-en-Barrois sont envoyées dans des camps nazis durant la Seconde Guerre mondiale. Ces individus sont arrêtés pour divers motifs, généralement liés à la résistance (manifestations, convictions politiques).